# Подгорная (Демьяновский сельсовет)
Подго́рная — деревня в Бабушкинском районе Вологодской области.
Входит в состав сельского поселения Бабушкинское (до 2016 года входила в Демьяновское сельское поселение), с точки зрения административно-территориального деления — в Демьяновский сельсовет.
Расстояние по автодороге до районного центра села имени Бабушкина — 30 км, до деревни Демьяновский Погост — 3 км. Ближайшие населённые пункты — Большой Двор, Климовская, Коровенская.
По переписи 2002 года население — 10 человек.